# Galerida deva
Galerida deva là một loài chim trong họ Alaudidae.